# 尼德多夫 (瑞士)

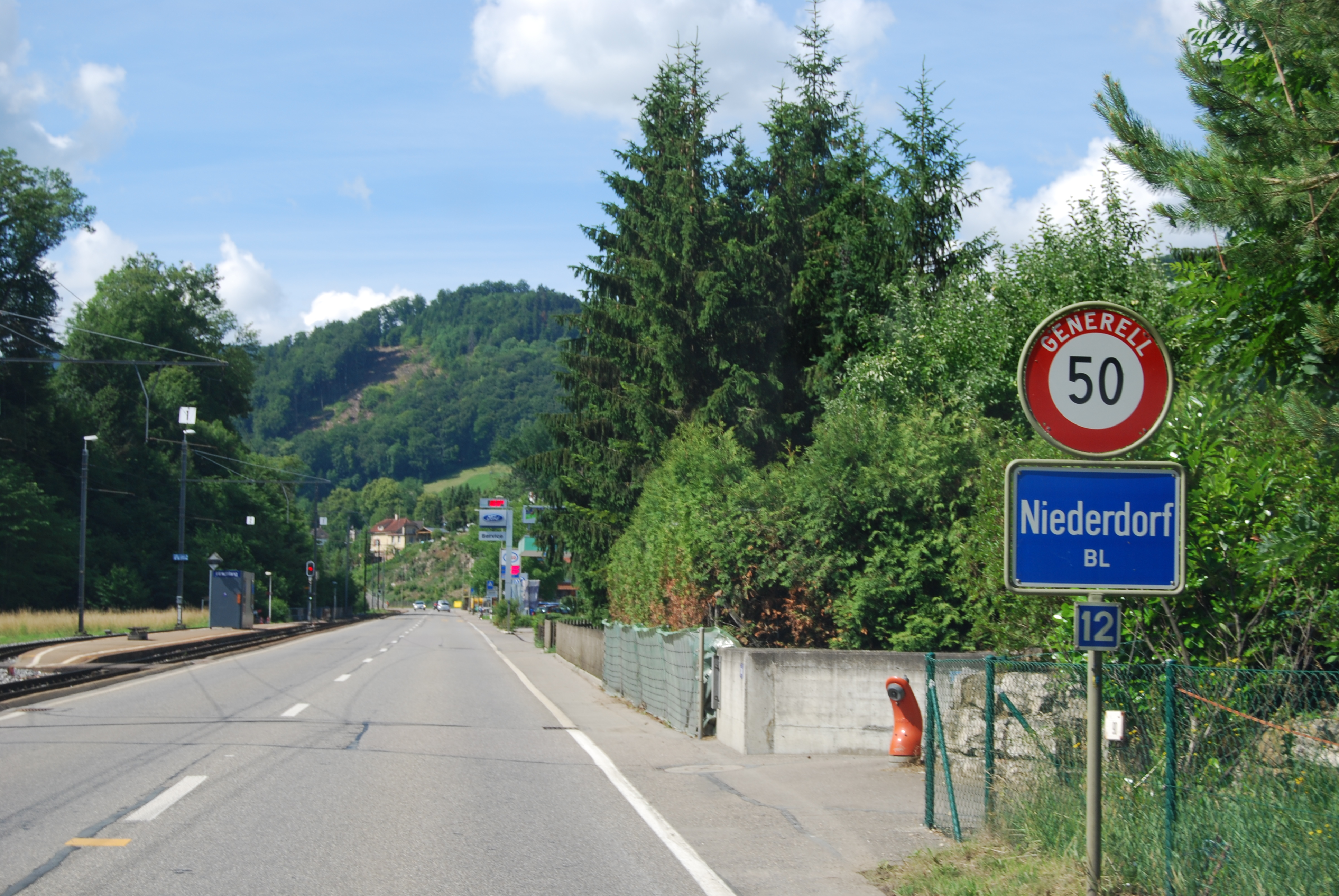

尼德多夫（德语：Niederdorf）是瑞士的城鎮，位於該國北部，由巴塞爾鄉村州負責管轄，面積4.41平方公里，海拔高度465米，2012年人口1,752，一半人口信奉基督教，人口密度每平方公里397人。

## 外部連結
- Official website（页面存档备份，存于） （德文）